# Ngarchelong
Ngarchelong è uno dei 16 stati in cui si divide Palau.

## Geografia fisica
Lo Stato di Ngarchelong è costituito dalla parte più settentrionale dell'isola di Babeldaob, la principale delle isole delle Palau, per un'estensione totale di 10 km² ed una popolazione (2000) di 286 abitanti. Le città più grandi dello stato sono la città principale di Mengellang e il villaggio di pescatori di Ollei.

## Storia
Ngarchelong è un importantissimo sito archeologico. Vi si trovano monoliti la cui origine è misteriosa. La tradizione religiosa palauana li considera pietre sacre di preghiera. Vi sono altre rocce sparse nelle isole ma nessuna di quell'epoca.